# Biała Rawska
Pour les articles homonymes, voir Biała.
Biała Rawska (prononcé en polonais : /ˈbʲawa ˈrafska/) est une ville de Pologne située dans la voïvodie de Łódź.